# Harald Norpoth
Harald Norpoth   (Münster, 22 d'agost de 1942) és un atleta alemany, especialista en curses de mig fons i de fons, que va competir sota bandera de la República Federal Alemanya durant les dècades de 1960 i 1970.
El 1964 va prendre part en els Jocs Olímpics d'Estiu de Tòquio, on guanyà la medalla de plata en la cursa dels 5.000 metres del programa d'atletisme, rere Bob Schul. Quatre anys més tard, als Jocs de Ciutat de Mèxic, disputà dues proves del programa d'atletisme. Destaca la quarta posició final en els 1.500 metres. Als Jocs de Múnic de 1972 fou sisè en la cursa dels 5.000 metres.
En el seu palmarès també destaquen tres medalles al Campionat d'Europa d'atletisme, de plata en els 5.000 metres i bronze en els 1.500 metres el 1966 i de bronze, en els 5.000 metres, el 1971. També guanyà tres medalles d'or i una de bronze al Campionat d'Europa en pista coberta, entre les edicions de 1966 i 1972.
A nivell nacional guanyà dotze campionats de l'Alemanya Federal: tres dels 1.500 metres (1962, 1963 i 1964), vuit dels 5.000 metres (de 1966 a 1973) i tres en el relleu 4x1.500 metres (1970, 1972 i 1973). En pista coberta guanyà el campionat nacional dels 1.500 metres el 1962, 1963, 1970 i 1971 i el del relleu 3x1.000 metres el 1966, 1967, 1968, 1972 i 1973. Va millorar el rècord alemany dels 1.500 metres i el dels 5.000 metres.
El setembre de 1966 va establir el rècord mundial dels 2.000 metres amb un temps de 4'57,8". Juntament amb Bodo Tümmler, Walter Adams i Franz-Josef Kemper, el juny de 1968, va establir el rècord mundial del relleu 4x880 iardes amb un temps de 7'14,6".
El 1971 i 1973 fou escollit esportista alemany de l'any.

## Millors marques
- 1.500 metres. 3'39.7" (1966)
- Milla. 3' 57.2"(1971)
- 5.000 metres. 13'20.49" (1973)[10][1]